# Filmåret 2010

## Händelser
- 9 december – Nya lagar utfärdas om att avskaffa filmcensuren för vuxna i Sverige 2011.[1]

## Avlidna
- 5 januari – Beverly Aadland, 67, amerikansk skådespelare.
- 10 januari – Gösta Bredefeldt, 74, svensk skådespelare.[2]
- 11 januari – Éric Rohmer, 89, fransk filmregissör.
- 22 januari – Jean Simmons, 80, brittisk-amerikansk skådespelare.
- 24 januari – Pernell Roberts, 81, amerikansk skådespelare, Adam Cartwright i Bröderna Cartwright.
- 1 februari – David Brown, 93, amerikansk filmproducent.
- 3 februari
  - Georges Wilson, 88, fransk skådespelare, Den längsta dagen, De tre musketörerna.[3]
  - Frances Reid, 95, amerikansk skådespelare.
- 5 februari – Ian Carmichael, 89, brittisk skådespelare.
- 9 februari – Sture Hovstadius, 81, svensk skådespelare.
- 11 februari – Mona Hofland, 80, norsk skådespelare.
- 17 februari – Kathryn Grayson, 88, amerikansk skådespelare och sångerska.
- 19 februari
  - Lionel Jeffries, 83, brittisk skådespelare, Chitty Chitty Bang Bang.[4]
  - Jamie Gillis, 66, amerikansk porrskådespelare och regissör.
- 28 februari – Martin Benson, 91, brittisk skådespelare, Kungen och jag, Omen och Mr Solo i Goldfinger.[5]
- 1 mars – Emil Forselius, 35, svensk skådespelare, Tic Tac.[6][7]
- 10 mars
  - Corey Haim, 38, kanadensisk-amerikansk skådespelare.
  - Dorothy Janis, 98, amerikansk stumfilmsskådespelare.[8]
- 14 mars – Peter Graves, 83, amerikansk skådespelare.
- 24 mars – Robert Culp, 79, amerikansk skådespelare.
- 28 mars – June Havoc, 97, kanadensisk-amerikansk skådespelare.
- 1 april – John Forsythe, 92, amerikansk skådespelare.
- 6 april – Corin Redgrave, 70, brittisk skådespelare.
- 7 april – Christopher Cazenove, 64, brittisk skådespelare.
- 10 april – Janusz Zakrzeński, 74, polsk skådespelare.
- 26 april – Joseph Sarno, 89, amerikansk filmregissör.
- 2 maj – Lynn Redgrave, 67, brittisk skådespelare.
- 4 maj
  - Brita Borg, 83, svensk skådespelare.
  - Anna-Greta Adolphson, 92, svensk skådespelare.
- 9 maj – Lena Horne, 92, amerikansk skådespelare.
- 11 maj – Doris Eaton Travis, 106, amerikansk stumfilmsskådespelare.[9]
- 28 maj – Gary Coleman, 42, amerikansk skådespelare.
- 29 maj – Dennis Hopper, 74, amerikansk skådespelare och filmregissör.
- 3 juni – Rue McClanahan, 76, amerikansk skådespelare
- 13 juni – Jimmy Dean, 81, amerikansk skådespelare.
- 16 juni – Ronald Neame, 99, brittisk regissör och manusförfattare.
- 30 juni – Ditta Zusa Einzinger, "Lolita", 79, österrikisk skådespelare.
- 1 juli – Ilene Woods, 81, amerikansk skådespelare.
- 8 juli – Robert Freitag, 94, österrikisk-tysk skådespelare.
- 16 juli – James Gammon, 70, amerikansk skådespelare.[10]
- 17 juli – Bernard Giraudeau, 63, fransk skådespelare och regissör.
- 23 juli – Jan Halldoff, 70, svensk regissör och fotograf.
- 27 juli – Maury Chaykin, 61, amerikanskfödd kanadensisk skådespelare.
- 29 juli – Inge Wærn, 92, svensk skådespelare.
- 31 juli
  - Suso Cecchi d'Amico, 96, italiensk manusförfattare.
  - Tom Mankiewicz, 68, amerikansk manusförfattare,
- 1 augusti
  - Anna Sundqvist, 67, svensk skådespelare.
  - Robert F. Boyle, 100, amerikansk scenograf.[11]
- 6 augusti – John Louis Mansi, 83, brittisk skådespelare.[12]
- 8 augusti
  - Sally Palmblad, 101, svensk skådespelare.
  - Patricia Neal, 84, amerikansk skådespelare.
- 24 augusti – Satoshi Kon, 46, japansk regissör av animerad film.
- 30 augusti – Alain Corneau, 67, fransk filmregissör.
- 7 september – Clive Donner, 84, brittisk filmregissör.
- 11 september
  - Kevin McCarthy, 96, amerikansk skådespelare.
  - Harold Gould, 86, amerikansk skådespelare.
- 12 september – Claude Chabrol, 80, fransk filmregissör.[13]
- 14 september – Caterina Boratto, 95, italiensk skådespelare.
- 31 december – Per Oscarsson, 83, svensk skådespelare

### Fotnoter
1. ↑  ”Filmcensuren för vuxna är avskaffad”. Myndigheten för radio och tv. Arkiverad från originalet den 17 mars 2014. https://web.archive.org/web/20140317005431/http://www.radioochtv.se/Om-mediebranschen/Omvarldsbevakning/2011/Filmcensuren-for-vuxna-ar-avskaffad/. Läst 16 mars 2014.
2. ↑  TT (13 januari 2010). ”Gösta Bredefeldt är död”. Svenska Dagbladet. https://www.svd.se/a/95392d53-3f68-325e-92c3-1cec838329b7/gosta-bredefeldt-ar-dod.
3. ↑  ”L'acteur et metteur en scène Georges Wilson est mort” (på franska). Le Monde. 3 februari 2010. https://www.lemonde.fr/disparitions/article/2010/02/03/l-acteur-et-metteur-en-scene-georges-wilson-est-mort_1300742_3382.html.
4. ↑  ”Actor and director Lionel Jeffries dies, aged 83” (på engelska). BBC. 19 februari 2010. http://news.bbc.co.uk/2/hi/entertainment/8524335.stm.
5. ↑  ”King and I actor, Martin Benson has died” (på engelska). hollywood.org.uk. 3 mars 2010. Arkiverad från originalet den 24 oktober 2011. https://web.archive.org/web/20111024225816/http://www.hollywood.org.uk/actor-news/king-and-i-actor-martin-benson-has-died/.
6. ↑  ”Skådespelaren Emil Forselius död” (på engelska). Svenska Dagbladet. 3 mars 2010. https://www.svd.se/a/0e8738c3-c4ad-3596-8f50-8930cd1a46b7/skadespelaren-emil-forselius-dod.
7. ↑  ”Emil Forselius”. Svensk Filmdatabas. Svenska Filminstitutet. https://www.svenskfilmdatabas.se/sv/item/?type=person&itemid=245815.
8. ↑  Soares, Andre. ”Dorothy Janis: One of Last Surviving Silent Era Actresses Has Died” (på engelska). Alt Film Guide. https://www.altfg.com/film/dorothy-janis/. Läst 18 juli 2022.
9. ↑  Douglas, Martin (12 maj 2010). ”Doris E. Travis, Last of the Ziegfeld Girls, Dies at 106” (på engelska). The New York Times. https://www.nytimes.com/2010/05/12/arts/dance/12travis.html. Läst 18 juli 2022.
10. ↑  Weber, Bruce Weber (20 juli 2010). ”James Gammon, Character Actor, Dies at 70” (på engelska). The New York Times. https://www.nytimes.com/2010/07/20/arts/20gammon.html. Läst 18 juli 2022.
11. ↑  Grimes, William (3 augusti 2010). ”Robert F. Boyle, Film Designer for Hitchcock, Dies at 100” (på engelska). The New York Times. https://www.nytimes.com/2010/08/04/movies/04boyle.html. Läst 18 juli 2022.
12. ↑  Gaughan, Gavin (1 september 2010). ”John Louis Mansi obituary” (på engelska). The Guardian. https://www.theguardian.com/tv-and-radio/2010/sep/01/john-louis-mansi-obituary. Läst 18 juli 2022.
13. ↑  ”Regissören Claude Chabrol är död”. Dagens Nyheter. 12 september 2010. Arkiverad från originalet den 14 september 2010. https://web.archive.org/web/20100914133621/http://www.dn.se/kultur-noje/film-tv/regissoren-claude-chabrol-ar-dod-1.1169173.